# Дуглас (Джорджія)
Дуглас (англ. Douglas) — місто (англ. city) в США, в окрузі Коффі штату Джорджія. Населення — 11 722 особи (2020).

## Географія
Дуглас розташований за координатами 31°30′27″ пн. ш. 82°51′15″ зх. д. / 31.50750° пн. ш. 82.85417° зх. д. (31.507435, -82.854287).  За даними Бюро перепису населення США в 2010 році місто мало площу 36,16 км², з яких 34,68 км² — суходіл та 1,47 км² — водойми.

## Демографія
Згідно з переписом 2010 року, у місті мешкало 11 589 осіб у 4259 домогосподарствах у складі 2761 родини. Густота населення становила 321 особа/км².  Було 4868 помешкань (135/км²).
Расовий склад населення:
| - 52,0 % — чорних або афроамериканців - 41,6 % — білих - 0,9 % — азіатів - 0,2 % — корінних американців - 0,1 % — вихідців з тихоокеанських островів - 3,9 % — осіб інших рас |

До двох чи більше рас належало 1,4 %. Частка іспаномовних становила 6,3 % від усіх жителів.
За віковим діапазоном населення розподілялося таким чином: 26,9 % — особи молодші 18 років, 59,7 % — особи у віці 18—64 років, 13,4 % — особи у віці 65 років та старші. Медіана віку мешканця становила 33,4 року. На 100 осіб жіночої статі у місті припадало 84,4 чоловіків;  на 100 жінок у віці від 18 років та старших — 80,3 чоловіків також старших 18 років.
Середній дохід на одне домашнє господарство  становив 48 019 доларів США (медіана — 31 465), а середній дохід на одну сім'ю — 59 483 долари (медіана — 38 991). Медіана доходів становила 36 778 доларів для чоловіків та 27 356 доларів для жінок. За межею бідності перебувало 25,8 % осіб, у тому числі 30,6 % дітей у віці до 18 років та 32,3 % осіб у віці 65 років та старших.
Цивільне працевлаштоване населення становило 3961 осіб. Основні галузі зайнятості: освіта, охорона здоров'я та соціальна допомога — 27,4 %, виробництво — 18,2 %, роздрібна торгівля — 13,9 %, мистецтво, розваги та відпочинок — 13,0 %.